# Hélène Esnault
Hélène Esnault (Paris, 17 de julho de 1953) é uma matemática francesa-alemã, que trabalha com geometria algébrica.

## Biografia
Esnault estudou a partir de 1973 na École normale supérieure de jeunes filles, obteve o diploma em 1975 na Universidade Paris VII e em 1976 a agrégation, onde obteve um doutorado em 1976, orientada por Lê Dũng Tráng, com a tese Singularités rationelles et groupes algébriques. A segunda parte do doutorado francês (Doctorat d´Etat) seguiu na mesma instituição, em 1984. Também obteve a habilitação em 1985 na Universidade de Bonn, onde foi de 1983 a 1985 pesquisadora convidada no Instituto Max Planck de Matemática. De 1977 a 1983 foi assistente na Universidade Paris VII e em 1989/1990 Maître de conférences. A partir de 1990 foi professora na Universidade de Duisburg-Essen. Desde o outono de 2012 é a primeira a ocupar a cátedra Einstein na Universidade Livre de Berlim.
Em 2007 foi editora fundadora do periódico Algebra and Number Theory. Foi de 1998 a 2010 co-editora do Mathematische Annalen, desde 2007 do Mathematical Research Letters, do Acta Mathematica Vietnamica, desde 2011 do Astérisque e desde 1995 do Duke Mathematical Journal. É membro da Academia de Ciências da Renânia do Norte-Vestfália, (desde 2005), da Academia Leopoldina (desde 2008), da Academia das Ciências de Berlim (desde 2010) e da Academia Europaea (desde 2014).
Em 2018 foi membro do comitê da Medalha Fields.

## Prêmios e condecorações
- 2002: palestrante convidada do Congresso Internacional de Matemáticos em Pequim (Characteristic classes of flat bundles and determinant of the Gauss-Manin-connection)
- 2003: Prêmio Gottfried Wilhelm Leibniz juntamente com seu marido Eckart Viehweg
- 2019: Medalha Cantor[3]

## Obras
- com Eckart Viehweg: Lectures on Vanishing Theorems, Birkhäuser 1992 (Livro pdf, 1.3 MB)